# Нуртазин, Сабыр Темиргалиевич
Нуртазин Сабыр Темиргалиевич (род. 27 октября 1946) — советский и казахстанский доктор биологических наук, профессор кафедры биоразнообразия и биоресурсов, факультета биологии и биотехнологии, КазНУ им. Аль-Фараби.

## Биография
Нуртазин Сабыр Темиргалиевич родился 27 октября 1946 года на промысле Шубар-Кудук Темирского района Актюбинской области. С 1947 года живет в г. Алма-Ата, Казахстан. Сын писателя Темиргали Нуртазина. В 1972 году защитил кандидатскую диссертацию на тему «Сравнительная гистология и гистохимия соединительнотканного каркаса и гладкомышечного аппарата легких наземных позвоночных». Докторскую диссертацию на тему «Биодинамика легких Tetrapoda» защитил в 1998 году.

## Трудовая деятельность
1963—1968 — После окончания средней школы, поступил на биологический факультет Казахского государственного университета, КазССР.
1968—1971 — После окончания университета учился в аспирантуре при кафедре гистологии и цитологии КазГУ.
1971—1982 — Работал старшим преподавателем кафедры гистологии и цитологии.
В 1974 и 1977 годах обучался на ФПК при МГУ, стажировался в лаборатории пульмонологии НИИ морфологии человека АМН СССР (Москва), при кафедре цитологии и цитологии МГУ имени М. В. Ломоносова.
В конце 70-х годов молодых кандидатов наук из ведущих вузов СССР отправляли на годичную научную стажировку в лаборатории ведущих западных университетов. Прошел все ступени строгого отбора, но на кафедре решили, что командировку лучше отложить. Несколько позднее, ему, после сданного на «отлично» экзамена в Москве, была предложена загранкомандировка на преподавательскую работу. Он выбрал тропическую Африку, с ее биоразнообразием, где собрал большой научный материал.
1982 — стал доцентом кафедры гистологии и цитологии.
1987—2007 — заведующий кафедрой гистологии и цитологии КазГУ / КазНУ. Прошел стажировку в Университете им. Мари Склодовской-Кюри (Париж) и университете им. Сен-Бернара (Лион).
2007—2011 — после объединения цитологии и гистологии кафедры с кафедрой зоологии и ихтиологии являлся заведующим кафедры зоологии и гистологии КазНУ им. аль-Фараби.
С 2012 — профессор объединенной кафедры биоразнообразия и биоресурсов факультета биологии и биотехнологии. 

## Научная деятельность
Научные интересы: сравнительная и экспериментальная гистология, экологическая морфология, биоиндикацию экосистем.
Научные интересы С. Нуртазина определились под влиянием крупнейшего ученого, академика Б.А. Домбровского и профессора Т. М. Масенова. 
Б. А. Домбровский в созданной им концепции биоморфологии объяснял появление разнообразных типов строения организма животных и уровня их общей организации пластичностью живой материи в результате специфической реактивности на различные спектры условий внешней среды.
С. Нуртазин описал и классифицировал на светооптическом и электронно-микроскопическом уровне ключевые этапы филогенетических преобразований основных клеточных типов и тканевых систем органов дыхания в ряду Tetrapoda, выяснил клеточные и тканевые механизмы морфофизиологических адаптаций легких и воздухоносных путей у представителей разных классов наземных позвоночных к различным условиям среды, исследовал коррелятивные взаимоотношения между ведущими морфофункциональными компонентами органов дыхания и другими системами организма.
Им показано, что усложнение морфофункциональной организации органов дыхания тетрапод от хвостатых земноводных до высших млекопитающих происходит по универсальной схеме, базовые принципы которой созвучны современным идеям параллельной эволюции при формировании крупных групп животного царства.
Были описаны особенности ультраструктуры различных клеточных типов респираторного эпителий легких всех наземных позвоночных, впервые описаны «промежуточные» клетки, уточнена роль пневмоцитов 2-го типа у животных из аридных местообитаний. При изучении клеточных и тканевых механизмов адаптации органов дыхания к воздействию экстремальных внешних воздействий (гипоксии, высокой и низкой температуры вдыхаемого воздуха, его загрязнения и др.)
Одним из первых в Казахстане начал работы по биоиндикации уровня загрязнения различных экосистем, прежде всего гидроморфных и полугидроморфных, с использованием гистологических и гистохимических методов исследования изменений в наиболее чувствительных к загрязнению органах и тканях животных-биоиндикаторов.
В последние годы научная группа Нуртазина С. в рамках международных и национальных научных проектов, проводит совместные исследования с учеными Великобритании, Германии, России, США, Франции, Японии современного состояния, основных рисков и трендов изменений типичных естественных экосистем Казахстана на фоне глобальных климатических изменений и усиления разнообразных негативных антропогенных воздействий.
Являлся членом Ученого совета университета, членом Совета факультета, членом диссертационных советов, членом экспертного совета по биологическим наукам ВАК РК, членом редакционной коллегии журнала «Известия НАН РК, серия биол. и мед. наук». В 1999-2002 гг. являлся председателем научного экспертного совета при отделении биологических и медицинских наук НАН РК.
Автор более 200 научных трудов в изданиях Казахстана, стран СНГ и дальнего зарубежья, включая три монографии, нескольких учебников МОН РК на русском и казахском языках, научно-публицистической книги «Записки биолога» и ряда публицистических статей в СМИ. Участвовал в различных международных научных конференциях в СССР, странах СНГ, в Германии, США, Франции, Японии.
Неоднократно выезжал за рубеж, в 2011/2012 учебном году являлся приглашенным профессором университета Ракуно Гакуэн (г. Саппоро, Япония).
Под руководством С. Т. Нуртазина защищены одна докторская, 15 кандидатских и 3 докторских PhD диссертаций. В настоящее время является научным руководителем и ответственным исполнителем трех научных проектов, в том числе двух международных.
Книги, монографии
1. Нуртазин С.Т., Биодинамика легких Tetrapoda., Изд-во «Қазақ университеті», 1998 г., 352 с.
2. Нуртазин С. Т., Жаркова И.М.,  Экосистемы дельты реки Иле. Современное состояние и тенденции изменений " Қазақ университеті " 2018 - г. ISBN 978-601-04-2984-0, 117  с. КАЗАХСТАН
3. Нуртазин С.Т., Атшабар Б.Б., Саякова З.З., Раманкулов Е.М., Шевцов А.Б., Популяционные экологические варианты носителя, переносчика и возбудителя чумы в Центрально-Азиатском природном пустынном очаге чумы: монография.. – Алматы: Қазақ университеті, 2020. – 154 с.
4. Нуртазин С.Т. «Записки биолога»: очерки., «Казақ университеті»., Алматы., 251с.
5. Нуртазин С. Т., Всеволодов Э.Б. Биология индивидуального развития., учебник с грифом МОН РК., "Қазақ университеті" 2011 - г. 294 - с. КАЗАХСТАН
6. Нұртазин С. Т., Всеволодов Э.Б., Есжанов Б.. Жеке даму биологиясы. Оқулық ретінде Қазақстан Республикасының Білім және ғылым министрлігі бекіткен. «Қазақ университеті», Алматы 2011 - г.  280 – бет. ISBN 9965-29-631-6
7. Нуртазин Сабыр.: «Общая гистология»: учебник., «Казақ университеті». Алматы, - 2010., 240с.
8. Нұртазин Сабыр «Жалпы гистология»: оқулық., «Казақ университеті». Алматы, - 2010.; 240бет.
9. К. Ә. Дәуітбаева, Б.Е.Есжанов, Н.С.Сапарғалиева. С.Т.Нұртазин; «Жануарлар алуан түрлілігі» 1,2 бөлім.; Алматы: Жоғары оқу орындарының      қауымдастығы,2011., 674бет
10. Б. Е. Есжанов, С. С. Көбегенова, С. Т. Нұртазин.: Орнитология., оқулық Қазақстан Республикасы Білім жəне ғылым министрлігі., 2011.,271бет.
11. Нұртазин С.Т., Р.Салмырзаұлы.: « Антропология»:, Алматы:, оқулық Қазақстан Республикасы Білім жəне ғылым министрлігі., оқулық., 283 бет;

Список последних научных статей
1. Yessimsiitova Z.B., Bazarbayeva M.Z., Nurtazin S.,Kozhamzharova, L.S.,Vanina, Ò.S. Histological study some organs of the Cyprinus Càrpio from the wastewater storage Sorbulak// World Applied Sciences Journal, Volume 25, Issue 8, 2013, Pages 1255-1257
2. Ishii, S., Hoshino, B., Komiyama, H., Uehara, A., Nurtazin, S. Study on Production and Properties of Kumiss of Herders in Mongolian Dry Steppe// Journal of Arid Land Studies, Volume 24, Issue 1, 2014, Pages 195-197
3. Hoshino, B. , Ganzorig, S., Sawamukai, M., Kawashima, K.,Baba, K.,Kai, K., Nurtazin S., The impact of land cover change on patterns of zoogeomorphological influence: Case study of zoogeomorphic activity of Microtus brandti and its role in degradation of Mongolian steppe // International Geoscience and Remote Sensing Symposium (IGARSS) 4 November 2014, Номер статьи 6947241, Pages 3518-3521
4. Imentai, A.,Thevs, N. Schmidt, S., Nurtazin S., Salmurzauli, R.e Vegetation, fauna, and biodiversity of the Ile Delta and southern Lake Balkhash // Journal of Great Lakes ResearchVolume 41, Issue 3, 1 September 2015, Pages 688-696
5. Burdelov, L., Eszhanov, A., Hughes, N., Nurtazin, S., Herwig, L., Baibagyssov, A. Preliminary prospects of assessment using telemetry in the study of gerbils’ mobility in natural plague focus// International journal of Biology and Chemistry, Volume 8, №2, 2015, Pages 85–89
6. Nurtazin, S., Ishii, S., Hoshino, B. Mare’s milk and kumys// KazNU Bulletin. Ecology series №1/1 (43), 2015, Pages 123-131
7. Thevs, N.,Beckmann, V.Akimalieva, A.,Köbbing, J.F., Nurtazin S., ,Hirschelmann, S.d,Piechottka, T.b,Salmurzauli, R.c,Baibagysov, A.cAssessment of ecosystem services of the wetlands in the Ili River Delta, Kazakhstan// Environmental Earth SciencesVolume 76, Issue 1, 1 January 2017, Номер статьи 30
8. Hoshino, B., Ishii, S., Imamuro, K., Nurtazin, S. A New Methodology for the Evaluation of Ecological Characteristic of the Camel – A case Study of Climate Change and Breeding of Camel// Journal of Arid Land Studies, Volume 26, Issue 4, 2017,  Pages 213-217 http://dx.doi.org/10.14976/jals.26.4_213
9. Ishii, S., Hoshino, B., Nurtazin, S. Properties and Seasonal Variation of Milk Produced by One-humped Camels (Camelus dromedarius) and Two-humped camels (C. bactrianus) in the Republic of Kazakhstan// Journal of Arid Land Studies, Volume 26, Issue 4, 2017, Pages 219-222
10. Nurtazin S., Beckmann, V. Salmyrzauli, R.Khalil, A. Water consumption of agriculture and natural ecosystems along the Ili river in china and Kazakhstan// Water (Switzerland)Volume 9, Issue 3, 2017, Номер статьи 9030207
11. Pueppke, S.G., Iklasov, M.K.Beckmann V., Nurtazin S., Thevs, N.Sharakhmetov, S.Hoshino, B. Challenges for sustainable use of the fish resources from Lake Balkhash, a fragile lake in an arid ecosystem// Sustainability (Switzerland)Открытый доступVolume 10, Issue 4, 18 April 2018, Номер статьи 1234
12. Pueppke, S.G. , Nurtazin S., Graham, N.A.b,eQi, J. Central Asia's Ili River ecosystem as a wicked problem: Unraveling complex interrelationships at the interface of water, energy, and food // Water (Switzerland), Volume 10, Issue 5, 24 April 2018, Номер статьи 541
13. Pueppke, S.G., Zhang, Q., Nurtazin, S., Irrigation in the Ili River basin of central Asia: From ditches to dams and diversion //Water (Switzerland), Volume 10, Issue 11, 14 November 2018, Номер статьи 1650
14. Nurtazin, S., Thevs, N.,Iklasov, M.,Graham, N.,Salmurzauli, R.,Pueppke, S. Challenges to the sustainable use of water resources in the Ili River basin of Central Asia //E3S Web of ConferencesVolume 81, 30 January 2019, Номер статьи 01009
15. Pueppke, S.G., Zhang, Q., Nurtazin, S.   Correction: Irrigation in the ili river basin of Central Asia: From ditches to dams and diversion [Water, 10, (2018) (1650-1650)] DOI: 10.3390/w10111650 // Water (Switzerland) Volume 11, Issue 4, 1 April 2019, Номер статьи 861
16. Nurtazin, S., Shevtsov, A., Ramankulov, E., Sayakova, Z., Abdirasilova, A., Zhunusova, A., Kabysheva, N., Rysbekova, A., Sadovskaya, V., Yeszhanov, A., Utepova, I., Berdibekova, A., Lulemin, M., Katuova Zh, U., Atshabar, B. Morphological, Physiological and Genetic Characteristics of Populations of the Main Plague Host Rhombomys opimus Licht., 1823 in the Central Asian Desert Natural Focus of Plague// Acta Biomedica Scientifica, Volume 4, №5, 2019, Pages 139-143
17. Yeszhanov, A., Sayakova, Z., Sadovskaya, V., Nurtazin, S., Kabysheva, N., Zhunusova, A., Abdirasilova, A., Rysbekova, A., Atshabar, B. Some Morphological Peculiarities of a Great Gerbil (Rhombomys opimus Licht 1823) from the Middle Asia Desert Plague Focus// News of the National Academy of Sciences of the Republic of Kazakhstan, Series of Biological and Medical, Volume 3, Number 333, 2019, Pages 64–72
18. Mukhitdinov, A., Nurtazin, S.,Alimova, S.b,Ablaikhanova, N.b,Yessimsiitova, Z.b,Salmurzauly, R.b, Margulan, I.b,Mirasbek, Y.b  The transformation of ecosystems of the ili river delta (Kazakhstan) under the flow regulation and climate change // Applied Ecology and Environmental ResearchОткрытый доступVolume 18, Issue 2, 2020, Pages 2483-
19. Nurtazin, S., Pueppke, S.Ospan, T. Mukhitdinov, A., Elebessov, T.  Quality of drinking water in the Balkhash district of Kazakhstan's almaty region //Water (Switzerland)Открытый доступVolume 12, Issue 2, 1 February 2020, Номер статьи 392
20. Baibagyssov, A., Thevs, N., Nurtazin, S., Waldhardt, R., Beckmann, V., Salmurzauly, R. Biomass Resources of Phragmites australis in Kazakhstan: Historical Developments, Utilization, and Prospects// Resources Journal, Volume 9, Issue 6, 2020, Pages 1–25 Resources 2020, 9, 74; doi:10.3390/resources9060074 www.mdpi.com/journal/resources
21. Hoshino, B., Morioka, S., Hasegawa, N., Sugawara, M., Imamura, K., Ishii, S., Saitou, N., Salmurzauli, R., Nurtazin, S., Hashimoto, K. A New Methodology for the Evaluation of Ecological Characteristic of the Camel// Journal of Arid Land Studies, Volume 26, Issue 4, 2020, Pages 213-217
22. Sala, R., Deon, Jean-Marc,. Aladin, N., Plotnikov, I., Nurtazin, S. Large Asian Lakes in a Changing World, Geological History and Present ConDitions of Lake Balkhash// Springer Nature Switzerland AG, 2020, Pages 1–33
23. Baranowski, E., Thevs, N., Khalil, A., Baibagyssov, A., Iklassov, M., Salmurzauli, R., Nurtazin, S., Beckmann, V. Pastoral Farming in the Ili Delta, Kazakhstan, under Decreasing Water Inflow: An Economic Assessment// Agriculture journal, Volume 10, Issue 7, 2020, Pages 1–29 http://dx.doi.org/10.3390/agriculture10070281
24. Atshabar, B., Nurtazin, S., Shevtsov, A., Ramankulov, E., Sayakova, Z., Rysbekova, A., Stenseth, N., Utepova, I., Sadovskaya, V., Abdirasilova, A., Begimbaeva, E., Abdel, Z. Population of the Major Carrier Rhombomys Opimus, Vectors of Xenopsylla Fleas and the Causative Agent of Yersinia Pestis in the Central Asian Desert Natural Focus of Plague// Bulletin of National Academy of Sciences of the Republic of Kazakhstan, Volume 1, Number 389, 2021, Pages 26–34 https://doi.org/10.32014/2021.2518-1467.4
25. Sayakova, Z., Shevtsov, A., Atshabar, B., Ryspekova, A., Kuznetsov, A., Sadovskaya, V., Ramankulov, E., Nurtazin, S., Abdirasilova, A., Yeszhanov, A. Morphological and Genotypic Features of the Populations of Fleas of the Genus Xenopsylla Glinkiewicz, 1907 (siphonaptera, pulicidae) from the Autonomous Foci of the Central Asian Natural Desert Plague Focus// Bulletin of National Academy of Sciences of the Republic of Kazakhstan, Volume 1, Number 389, 2021, Pages 58–65 https://doi.org/10.32014/2021.2518-1467.8

## Награды и звания
2005 — Государственный грант «Лучший преподаватель вуза» в 2005 году
2009 — Орден «Курмет» и  медаль «50 лет Целине»
2010 — Государственный грант «Лучший преподаватель вуза» в 2010 году (1)
2018 —  Премия «Scopus Award-2018» —престижная научная награда, учрежденная крупнейшим международным научным издательством Elsevier, направленная на поощрение ученых за активную деятельность, поддержание статуса ученого (2).